# Jonas-Petter Öst
Jonas-Petter Öst, född 30 maj 1867 på Silveråsen i Hassela församling, Gävleborgs län, död 27 februari 1948 i Bergsjö församling, Gävleborgs län, var en svensk fiolspelman. Som ung fick han lära sig fiolspelet i lönndom, då hans far Erik var predikant och förbjöd sin son att spela. Innan fadern blev predikant hade dock även han varit en skicklig spelman. 
Jonas-Petter flyttade i unga år till Bredåker i Bergsjö där han gifte sig och fick fem barn. Ett av barnen var Wiktor Öst, som tillsammans med sin kusin Jon-Erik Öst fick lära sig spela av Jonas-Petter. Även vissångerskan Lina Söder var barn till Jonas-Petter.